# دينيس لانديس
دينيس لانديس (من مواليد دينيس إيفلين تيلار) هي كاتبة أمريكية، ومحررة، ومؤلفة كتب طبخ، كما أن لها وصفات للطبخ خاصة بها. كانت تعمل كمُتذوقة للطعام لصحيفة نيويورك تايمز لأكثر من خمسة وعشرين عامًا. وهي مؤسس
ورئيس تحرير أول مجتمع عالمي للأغذية لكتاب الغذاء للمحترفين وللطموحين، كوك كوك: مجتمع للطباخين وكتاب للغذاء واختبار الوصفات.

## التعليم والحياة المهنية
دينيس تيلار لانديز حصلت على درجة علمية في الأنثروبولوجيا الثقافية من جامعة ولاية نيويورك في بوفالو. كانت تعمل كعالمة آثار متخصصة بين عامي 1976 و 1983، وعملت في مواقع مختلفة في جميع أنحاء البلاد. في عام 1983 التقت وتزوجت بجيمس ديفيد لانديس، ثم رئيس تحرير ويليام مورو.
في عام 1985، تم توظيفها من قبل كارول شو كمختبرة مستقلة للوصفات الغذائيه لصحيفة نيويورك تايمز، شغلت هذا المنصب لأكثر من 25 عامًا قبل أن تغادر لنشر أول مجلة طعام دولية لكتاب الغذاء المحترفين والطموحين، The Cook's Cook: مجلة للطباخين وكتاب الغذاء واختبار الوصفات.
بدأت حياة لانديز المهنية في عالم الأغذية عندما حصلت على وظيفة على المدى القصير تختبر بعض الوصفات لماريا غوارناسيللي، محرر كتاب الطبخ في ويليام مورو. وقد إنتقلت إلى وظيفة مستقلة لمدة عامين قبل أن يتم توظيفها من قبل كارول شو كمخترعة للوصفات لحساب القسم الحي لصحيفة نيويورك تايمز، وهي الوظيفة التي شغلتها لأكثر من خمسة وعشرين عامًا.
في عام 2001، دعا ميشالاين بوزيكو، محرر قسم المطاعم في نيويورك تايمز، لانديس لبدء الكتابة للقسم. وشملت مساهماتها التالي: عمود Test Kitchen، ومراجعات أدوات المطبخ، و Diner’s Journa، والمقالات الخاصة بقسم المعيشة، وعمود الأسئلة والأجوبة الخاصة بـ Q & A التي تسمى Food Chain. كما قامت بتدريس دروس طهي للأطفال (بما في ذلك فصول دراسية لمدة ثلاثة أشهر في مدرسة ما حول الطهي في العصور الوسطى)، وبدأت في كتابة مقالات عن الطعام ومراجعات لمنتجات الطهي لصحيفة التايمز وغيرها من المطبوعات.

## الحياة الشخصية
تزوجت لانديس من جيمس ديفيد لانديس، شاعر أمريكي، روائي، ويكتب عن النبيذ. ابنهما يعقوب دين هو أيضا كاتب في مجال الطعام والسفر في واشنطن بوست، فيبي، نيويورك تايمز،  The A.V. Club، Vice and Roads and Kingdom. ابنهما بنيامين لانديس هو المؤسس والرئيس التنفيذي لشركة Fanbase.net، وهي شركة عن وسائل الاعلام الاجتماعية، مقرها في سانتا مونيكا، كاليفورنيا. ابنتهما سارة لانديس فارر وهي أخصائية النطق. ابنتهما لاريسا أندرسون أوجبا تعمل في إدارة التأمين.

## كتاب The Cook
في عام 2013، أطلقت دينيس مجلة رقمية عالمية كاملة تسمى: The Cook's Cook: A Magazine for Cooks ،Food Writers and Recipe Testers. تطوَّر The Cook's Cook إلى شركة متعددة الوسائط لديها موقع على شبكة الإنترنت، وأصبح لديها برنامج تلفزيوني بعنوان "Outside & In with The Cook's Cook"، و أيضًا برنامج لنشر الوسائط الاجتماعية، والإعلانات، و FOODEOS، وهو موقع لأشرطة الفيديو الخاصة بأعضاء المجتمع.

## عشاء لثمانية
عشاء لثمانية هو مجموعة وصفات لحفل العشاء للفصول الأربعة. يتضمن الكتاب وصفات طعام بسيطة وعِرقية. تتميز كل قائمة من القوائم الأربعين بفاتح للشهية وطبق رئيسي والمرافقة والحلوى، فضلاً عن مجموعة مختارة من النبيذ أو المشروبات المقترحة.

## روابط خارجية
- Denise Landis on Twitter